# Селиште (Жепче)
Селиште је насељено мјесто у општини Жепче, Босна и Херцеговина.

## Становништво
|             | 2013.       | 1991.        | 1981.        | 1971.        |
| Укупно      | 93 (100,0%) | 166 (100,0%) | 179 (100,0%) | 165 (100,0%) |
| Хрвати      | 93 (100,0%) | 141 (84,94%) | 162 (90,50%) | 153 (92,73%) |
| Бошњаци     | –           | 24 (14,46%)1 | 8 (4,469%)1  | 12 (7,273%)1 |
| Југословени | –           | 1 (0,602%)   | 9 (5,028%)   | –            |

1. 1 На пописима од 1971. до 1991. Бошњаци су пописивани углавном као Муслимани.